# Nucleus spinalis nervi trigemini

Schematisk bild föreställandes hjärnstammen.

Nucleus spinalis nervi trigemini är en grupp kärnor som tar emot ipsilaterala intryck för känsel, smärta och temperatur främst från ansiktet.
Den förmedlar sedan signalerna till talamus. Afferenter kommer till största delen från trigeminus (trillingnerven) men även från facialis (ansiktsnerven), glossopharyngeus och vagus.